# Saint-Servais (Finisterra)
Saint-Servais é uma comuna francesa na região administrativa da Bretanha, no departamento de Finisterra. Estende-se por uma área de 10,29 km². Em 2010 a comuna tinha 792 habitantes (densidade: 77 hab./km²). 54 hab/km².